# Rins Visscher
Rinskje Visscher (Akkrum, 10 december 1868 – Amersfoort, 26 maart 1950) was de eerste vrouwelijke gemeentearchivaris van Nederland.

## Levensloop
Visscher werd geboren als jongste van de vijf dochters van Jan Visscher, doopsgezind predikant, en Julia Epkes van Mesdag. Ze was het nichtje van Codien Zwaardemaker-Visscher, de zus van haar vader, die actief was in de vrouwenbeweging. Rins Visscher ging in Akkrum, waar ze opgroeide, eerst naar de lagere school en daarna een jaar naar de Franse School. In 1881 verhuisde ze naar Leeuwarden waar ze de Middelbare meisjesschool (MMS) volgde. Ze woonde in die periode bij haar oom Eilard Attema, advocaat en gedeputeerde van Friesland, en tante Rinskje Epkes van Mesdag.
Visscher haalde haar diploma in 1886 en studeerde verder om de akte lager onderwijs en de lagere aktes Frans, Engels en Duits te behalen. Nadat ze deze aktes had behaald, gaf ze een korte tijd les in Sneek en Arnhem. Ze kwam tot de conclusie dat het onderwijs niet voor haar was weggelegd en besloot Frans te gaan studeren aan de Universiteit van Genève. Terug in Nederland haalde ze de aktes Middelbaar (MO) Frans A en B.
Ze begon met haar eerste baan in 1898, als medewerker bij het antiquariaat van Martinus Nijhoff in Den Haag. In deze periode schreef ze de catalogus voor de Nationale Tentoonstelling van Vrouwenarbeid.

### Gemeentearchivaris van Leeuwarden
Visscher is bekend geworden door haar benoeming tot gemeentearchivaris van Leeuwarden op 9 mei 1900, als eerste vrouwelijke gemeentearchivaris van Nederland. Ze begon haar werkzaamheden daar op 15 juni 1900. Eén dag later, op 16 juni 1900 legde ze haar ambtseed af. In het tijdschrift De Vrouw en haar Huis schreef Johanna Naber dat Visscher met haar toetreding tot het ambt als gemeentearchivaris ‘een nieuwen weg heeft gebaand voor de ontplooiing van vrouwelijk intellect, van vrouwelijke arbeidskracht’.
Tijdens de jaarvergadering van de Vereniging van Archivarissen (VAN) op 16 juni 1900 werd unaniem besloten dat Visscher geen lid mocht worden van de vereniging, omdat haar werk te weinig wetenschappelijk van aard was. Volgens Samuel Muller, voorzitter van de Vereniging van Archivarissen (VAN), was het enige voordeel van vrouwen met een actieve rol in het archiefwezen dat het ‘de reputatie van droogheid en stoffigheid zou laten verdwijnen’. In 1909, tijdens een ledenvergadering van de VAN werd echter besloten dat Visscher toch als lid mocht worden toegelaten. Op 19 oktober 1909 heeft ze het lidmaatschap officieel aangenomen.
Op 24 oktober 1934 werd Visscher op 65-jarige leeftijd eervol ontslag verleend. Ze heeft 33 ½ jaar als gemeentearchivaris in Leeuwarden gewerkt. Na haar ontslag bleef ze in Leeuwarden wonen en publiceerde ze nog een aantal jaren werken over historische onderwerpen. In juli 1940 verhuisde ze naar Amersfoort, waar ze tot haar dood in verschillende pensions verbleef. Ze legde toen ook het werk neer dat ze deed voor het Fries Genootschap.
Rinskje Visscher overleed op 26 maart 1950, in de leeftijd van 81 jaar.